# 정안기 (경제학자)
정안기는 반일 종족주의의 저자로 알려진 경제학자로 그의 성향은 뉴라이트라고 지적된다. 2024년 광복절에는 김구가 일제 강점기에도 테러리스트로 살았다는 책을 출간했다. 고향은 전라남도 영광군이다. 대학은 고려대학교와 일본교토대학교를 졸업하였다. https://www.facebook.com/anki.joung?mibextid=ZbWKwL

## 가족
정안기는 3남2녀중 장남으로 어머니는 김순덕으로 영광군에 거주한다. 부인 김현정은 언론학 박사, 가장 마지막 남동생 정원식은 베이징대학 정치학 박사, 중간 남동생 정봉기는 심리학 석사이다. 어머니는 무학이었다가 76세의 나이로 2019년 3월 군서초등학교에 입학했다.
1972년 출생인 동생 정원식은 형과 달리 반일 성향이다. 군서송학초, 해룡 중·고와 건국대 영문과를 졸업 후
항일여성독립운동연구소 소장을 지냈다.